# Гранд-Ривер (река, впадает в Эри)
Гранд-Ривер (англ. Grand River) — река на юго-западе провинции Онтарио (Канада).

## География

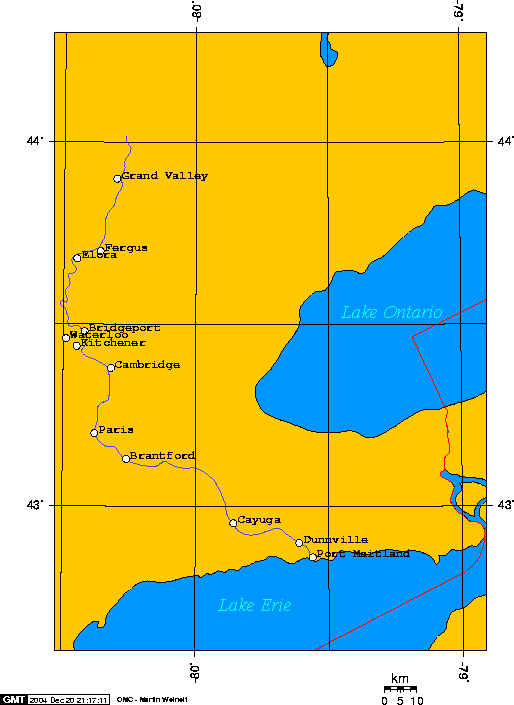
Карта реки Гранд-Ривер

Река берёт начало возле посёлка Дондалк, возле Элоры река образует 15-метровый водопад и на протяжении 2 километров стремительно мчится между 25-метровыми отвесными стенами из известняка, далее течёт преимущественно в южном направлении через города Ватерлоо, Китченер и Кембридж, у городка Парис река поворачивает на юго-восток к Брантфорду, впадает в озеро Эри возле Порт-Мейтланда.
Основные притоки: Конестого и Нит (правые), Спид и Эрамоса (левые).
Длина реки составляет 266 км, а площадь бассейна равна 6200 км² (самый крупный речной бассейн в Южном Онтарио). В бассейне реки находится 39 муниципалитетов и проживает около одного миллиона человек. Высота истока — 525 м над уровнем моря. Высота устья — 174 м над уровнем моря.

## Природа
В северной части бассейна реки находится Лютер-Марш, который охватывает 4000 га водно-болотных угодий, а также 500 га поросших лесом возвышенностей и низменностей. Здесь сложилась идеальная среда обитания для птиц, среди которых можно выделить большую голубую цаплю, скопу, красношейную поганку, индийского волчка, трёхцветного плавунчика.
Южнее города Кеймбридж вдоль реки часто встречаются полосы Каролинского леса, где произрастают в основном деревья лиственных пород, в том числе платан, черный орех, кария голая, дуб и каркас. В водах реки водится окунь, щука и жёлтый окунь. В 1994 году река включена в Список охраняемых рек Канады.

## Галерея

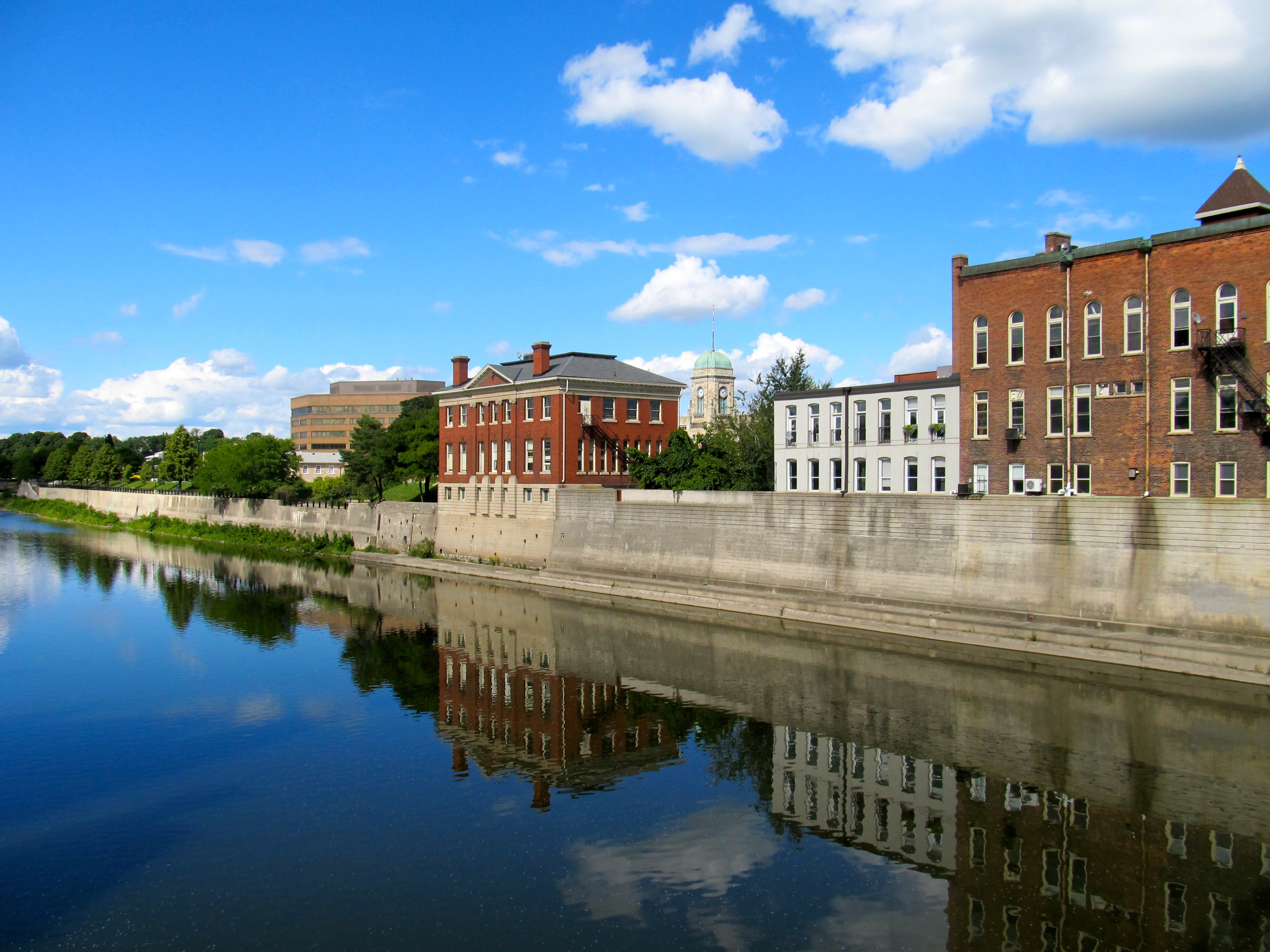
Река Гранд-Ривер в Кеймбридже
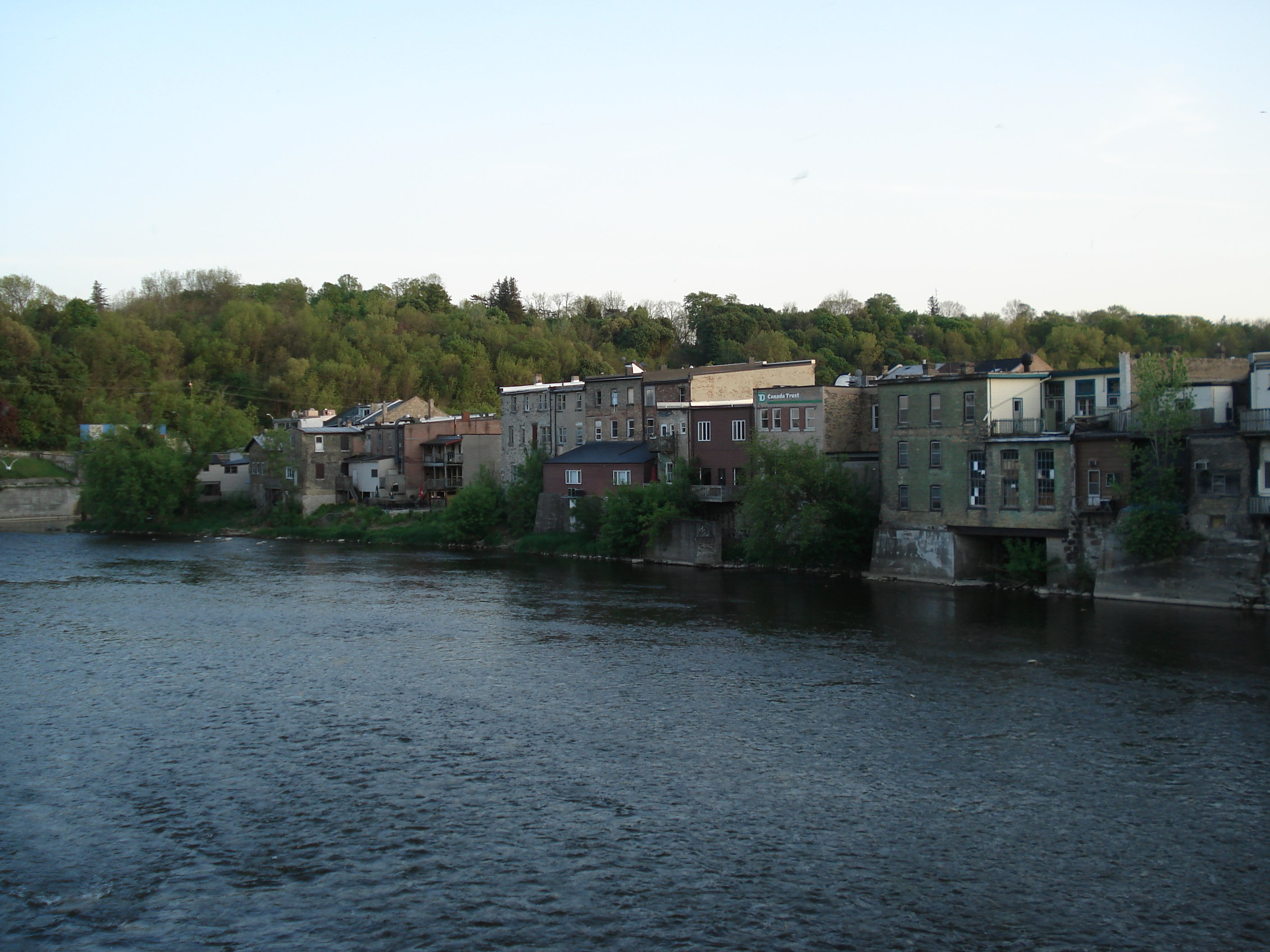
Река Гранд-Ривер в Парисе
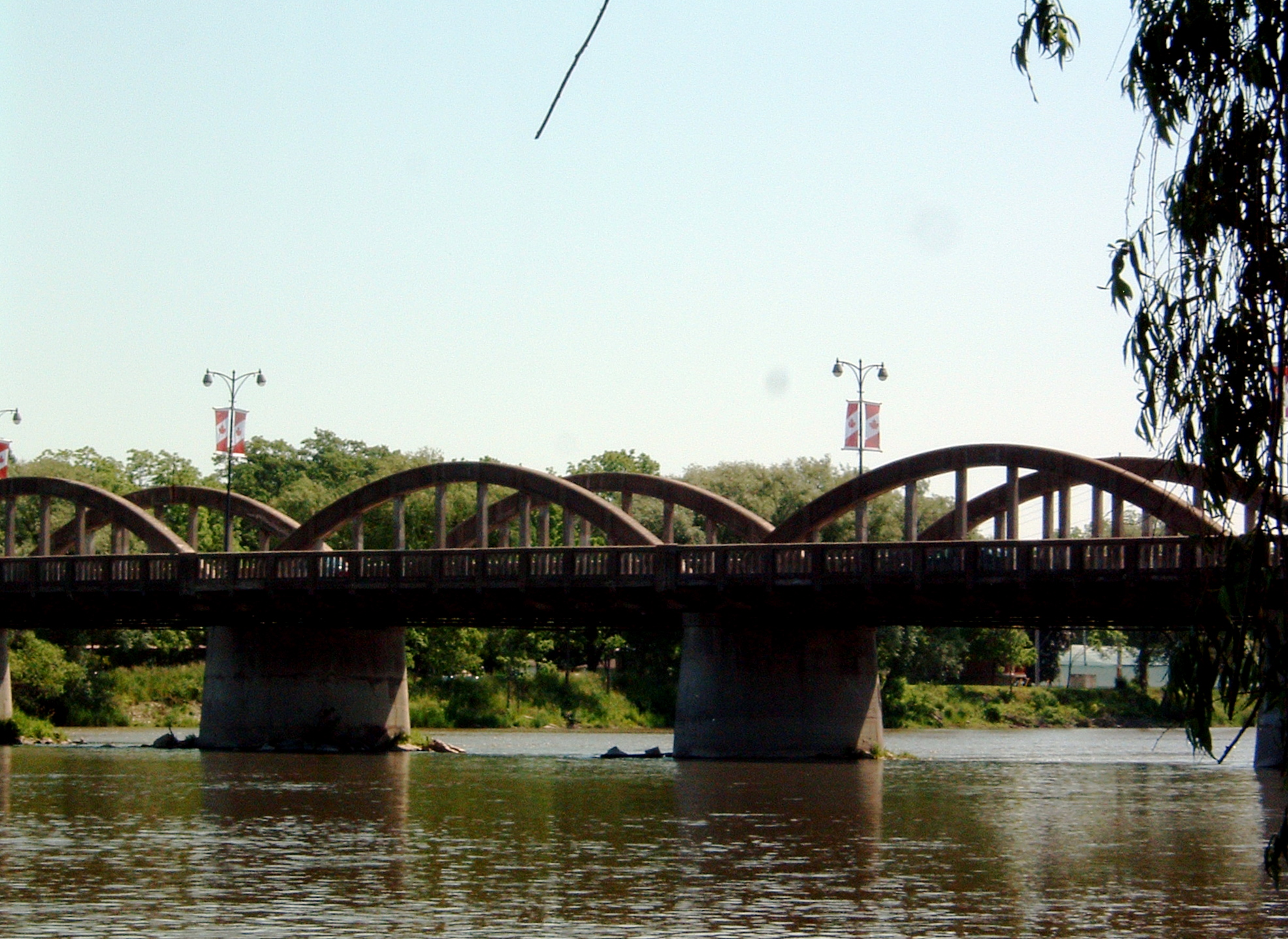
Мост через реку Гранд-Ривер
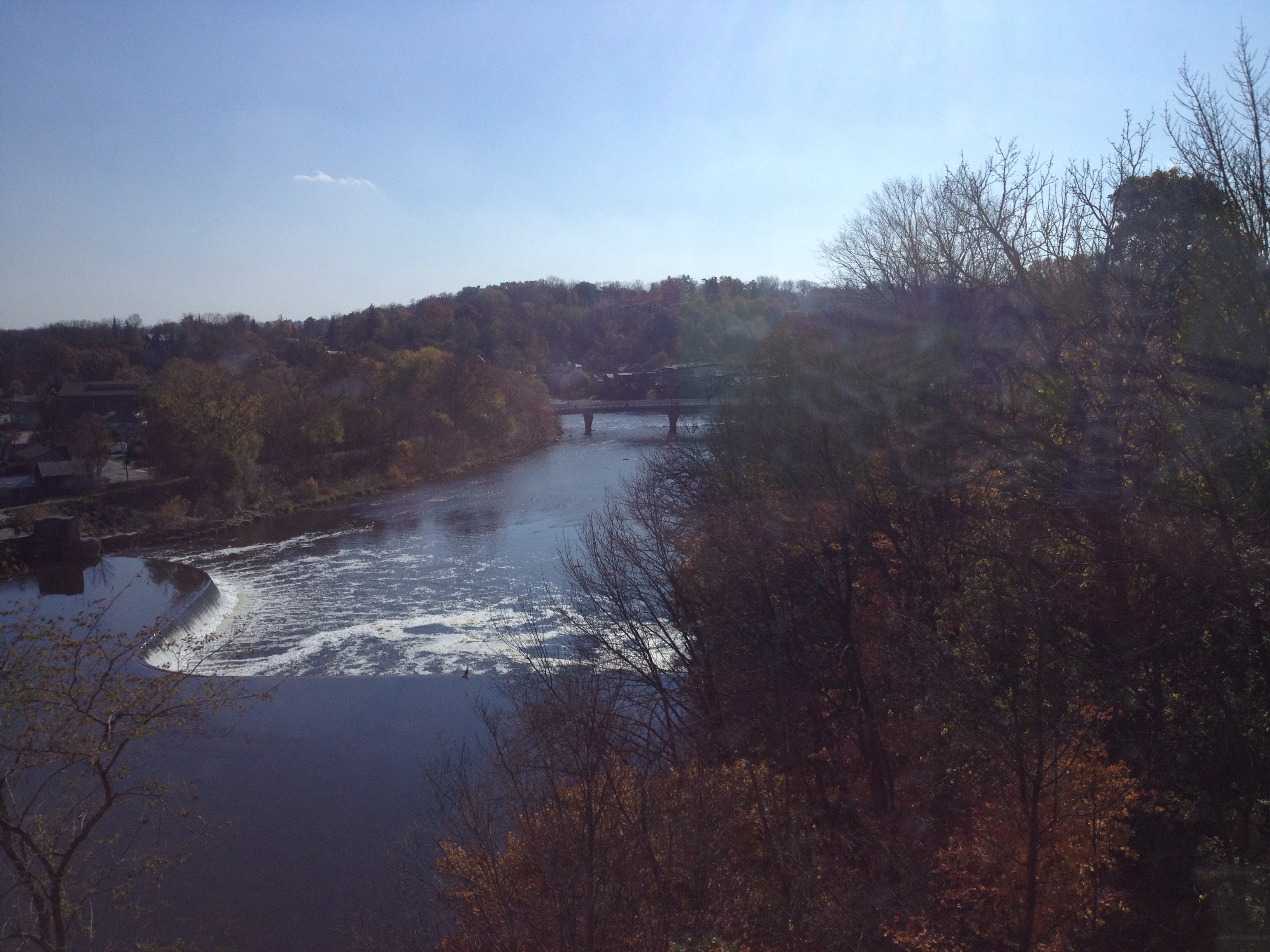
Река Гранд-Ривер возле Брантфорда